# Kellidae
Kellidae är en familj av musslor. Kellidae ingår i ordningen Heterodonta, klassen musslor, fylumet blötdjur och riket djur.
Familjen innehåller bara släktet Kellia.